# هملت (فیلم ۱۹۶۴)
هملت با نام اصلی گَملِت (به روسی: Гамлет) نام فیلم درامی روسی است به نویسندگی و کارگردانی گریگوری کوزینتسف و اقتباسی است از تراژدی مشهور هملت، اثر شاعر و نمایشنامه‌نویس بزرگ انگلیسی، ویلیام شکسپیر، که بر اساس ترجمهٔ روسیِ بوریس پاسترناک از آن (۱۹۴۱)، در سال ۱۹۶۴ و به طریقهٔ سیاه‌وسفید در اتحاد جماهیر شوروی ساخته شده‌است. این فیلم جوایزی چند همچون جایزهٔ ویژهٔ هیئت داوران جشنوارهٔ فیلم ونیز را به خود اختصاص داده‌است.

## بازیگران
- اینوکنتی اسمکتونفسکی در نقش هملت
- میخائیل نازوانف در نقش شاه کلادیوس (پادشاه دانمارک و عموی هملت)
- الزا رادزینا در نقش ملکه گرترود (ملکهٔ دانمارک و مادر هملت)
- آناستازیا ورتینسکایا در نقش اوفلیا (دختر پولونیوس و معشوقهٔ هملت)
- یوری تولوبیف در نقش پولونیوس (لرد چمبرلن)
- ولادیمیر ارنبرگ در نقش هوراشیو (دوست هملت)
- استپان اولکسنکو در نقش لایرتیس (پسر پولونیوس)
- وادیم مدودف در نقش گیلدنسترن
- ایگور دمیتریف در نقش روزنکرانتز
- آ. کروالید در نقش فورتینبراس (شاهزدادهٔ نروژ)

## جوایز
در بانک اطلاعات اینترنتی فیلم‌ها به جوایز زیر برای فیلم هملت اشاره شده‌است:
۱۹۶۴:
- برندهٔ جایزهٔ ویژهٔ هیئت داوران جشنواره فیلم ونیز - گریگوری کوزینتسف
- نامزد دریافت جایزهٔ شیر طلایی جشنوارهٔ فیلم ونیز - گریگوری کوزینتسف
- برندهٔ جایزهٔ ساترلند تروفی مؤسسه فیلم بریتانیا - گریگوری کوزینتسف

۱۹۶۶:
- نامزد دریافت جایزهٔ بفتای بهترین فیلم جشنوارهٔ فیلم بریتانیا - گریگوری کوزینتسف
- نامزد دریافت جایزهٔ بفتای بهترین بازیگر خارجی مرد - اینوکنتی اسموکتونوسکی

۱۹۶۷:
- نامزد دریافت جایزهٔ گلدن گلوب بهترین فیلم غیر انگلیسی‌زبان
- برندهٔ جایزهٔ سن خوردی بهترین بازیگر فیلم غیر اسپانیایی‌زبان - اینوکنتی اسموکتونوسکی